# Astrid Henning-Jensen
Astrid Henning-Jensen f. Smahl (født 10. december 1914 på Frederiksberg, død 5. januar 2002) var en dansk filminstruktør og manuskriptforfatter, især kendt for filmene Palle alene i verden og Vinterbørn.
Henning-Jensen blev født som Astrid Smahl på Frederiksberg, som datter af fabrikant, direktør Ferdinand Smahl (1887 – 1950) og hustru Ruth Hanner (1879 – 1974). Hun var gift med Bjarne Henning-Jensen fra 6. oktober 1938 indtil hans død den 21. februar 1995.
Hendes film fortæller med et humanistisk udgangspunkt og på en varmhjertet måde om verden, tit set fra barnets synsvinkel. En vinkling der gjorde hende til en banebryder, idet barnet som udgangspunkt for fortælling var ret begrænset i perioden ved hendes debut. Udover at lave film om børn, lavede hun film om racisme og fremmedhad, film om sygdom og brystkræft og tortur, og film om det ømfindtlige forhold mellem unge og forældre. Den langsomme jordnære fortællestil var en form, som stod i kontrast til samtidens filmfortællere. Gennem seks årtier var hun landets eneste internationalt anerkendte kvindelige filminstruktør.
Hun begyndte sin karriere som skuespiller på Riddersalen, hvor hun mødte sin senere mand, skuespilleren Bjarne Henning-Jensen. Sammen med ham producerede hun en række af banebrydende danske film, bl.a. Ditte Menneskebarn (1946, instruktørassistent), De pokkers unger, Vesterhavsdrenge, Solstik, Paw og Een blandt mange. Over 20 film blev det til.
Hendes debutfilm, Palle Alene I Verden (1949) vandt en særlig juryens pris på Cannes Film Festival. Filmen Paw blev nomineret til en Oscar for bedste udenlandske film i 1959. I 1990 modtog hun Pråsprisen.
Hun døde i København af naturlige årsager i en alder af 87 år.

## Filmografi
- De pokkers unger – 1947
- Kristinus Bergman – 1948
- Palle alene i verden – 1949
- Vesterhavsdrenge – 1950
- Kranes konditori (1951)
- Solstik – 1953
- Kærlighed på kredit  - 1955
- Paw – 1959
- Een blandt mange – 1961
- Utro – 1966
- Min bedstefar er en stok – 1968; norsk titel: Bestefar er en stokk); novellefilm efter den norske forfatter Johan Borgens novelle Fra en født forbryters dagbok
- Mig og dig – 1969
- Vinterbørn – 1978
- Øjeblikket – 1980
- Hodja fra Pjort – som skuespiller, 1985
- Barndommens gade – 1986
- Bella, min Bella – 1996